# Виконт Мельбурн
Виконт Мельбурн (англ. Viscount Melbourne) — угасший аристократический титул в пэрстве Ирландии. 
Титул виконта Мельбурна из Килмора в графстве Каван принадлежал семье Лэм.
Эта семья происходила от Мэтью Лэма, который представлял Стокбридж и Питерборо в Палате общин. В 1755 году Мэтью Лэм был возведён в баронеты из Брокет-холла в графстве Хертфорд, в баронетстве Великобритании. Сэр Мэтью женился на Шарлотте, дочери Томаса Кока, благодаря браку с которой поместье Мельбурн-холл в Дербишире вошло в семью .
Его наследником стал его сын, Пенистон, второй баронет, который заседал в качестве депутата парламента от Ладжерсхалла, Малмсбери и Ньюпорта с островов Уайт, и который в 1770 году был возведён в пэра Ирландии в качестве лорда Мельбурна, барона Килмора, в графстве Каван. В 1781 году он был возведён в виконты Мельбурна из Килмора в графстве Каван, также в пэрстве Ирландии. В 1815 году он был сделан бароном Мельбурном из Мельбурна в графстве Дерби, в пэрстве Соединённого королевства.
Ему наследовал его сын, Уильям Лэм, 2-й виконт Мельбурн, который был известным политиком вигов и занимал пост премьер-министра Великобритании в 1834 году и 1835–1841 годах. Он был первым премьер-министром королевы Виктории, и она очень полагалась на его мудрость и опыт в её ранние годы на троне, до такой степени, что политические противники Мельбурна жаловались, что он увлечён ею. Поскольку у матери Мельбурна было много любовников, очень сомнительно, что он на самом деле был сыном первого виконта.
После его смерти титулы перешли к его младшему брату, третьему виконту, который был выдающимся дипломатом. В 1839 году, за девять лет до того, как он наследовал своему брату, он был возведён в пэры Соединённого королевства как барон Бове из Бове в графстве Ноттингем. Все пять титулов угасли после его смерти в 1853 году.
Достопочтенный Джордж Лэм, четвертый и младший сын первого виконта, также был политиком.

## Виконты Мельбурн (1781)
- Пенистон Лэм, 1-й виконт Мельбурн (1748–1828);
  - достопочтенный Пенистон Лэм (1770–1805);
- Уильям Лэм, 2-й виконт Мельбурн (1779–1848);
  - достопочтенный Джордж Огастас Фредерик Лэм (1807–1836);
- Фредерик Джеймс Лэм, 3-й виконт Мельбурн (1782–1853).